# Cargo (Picture Palace Music)
Cargo is een studioalbum van Picture Palace Music (PPM). Die band is dan eigenlijk geheel en al Thorsten Quaeschning. PPM verzorgde in het verleden nieuwe filmmuziek bij oude films, naar in dit geval verzorgde het de filmmuziek van de film Cargo van James Dylan, uitgebracht in 2018. Quaeschning nam in Berlijn (Townend Studio) het album onder meer op met Tangerine Dreamcollega Hoshiko Yamane. Tangerine Dream verzorgde in het verleden eveneens filmmuziek. De stijl is onverminderd elektronische muziek uit de stijl van de Berlijnse School.
Het contact tussen Dylan en Quaeschning kwam tot stand via Craigslist, waarop Dylan vroeg om een Tangerinde-Dreamachtige soundtrack.

## Musici
- Thorsten Quaeschning – elektronica, synthesizers, piano, glockenspiel, drums en gitaar
- Julia Hecht – cello
- Anne Uerlichs – altviool
- Hoshiko Yamane – (elektrische) viool

## Muziek
| Nr. | Titel                        | Duur  |
| --- | ---------------------------- | ----- |
| 1.  | Chain initiation             | 6:38  |
| 2.  | Light reading lamp           | 3:52  |
| 3.  | Spotlight effect             | 5:34  |
| 4.  | Liquid funds transfer        | 5:21  |
| 5.  | Isolation fault              | 4;19  |
| 6.  | Outside a musical box        | 2:49  |
| 7.  | Wanderbaumstelle             | 16:09 |
| 8.  | Mass market claustrophobia   | 3:22  |
| 9.  | Aggravated circumstances     | 4:55  |
| 10. | New insight                  | 1:41  |
| 11. | The end is not far off       | 1:19  |
| 12. | Cargo main theme             | 1:32  |
| 13. | Trade mark activation        | 2:02  |
| 14. | Tom's theme                  | 1:44  |
| 15. | Modulated pulse commands     | 2:44  |
| 16. | Beating the containers drums | 2:07  |